# David Alfaro Siqueiros

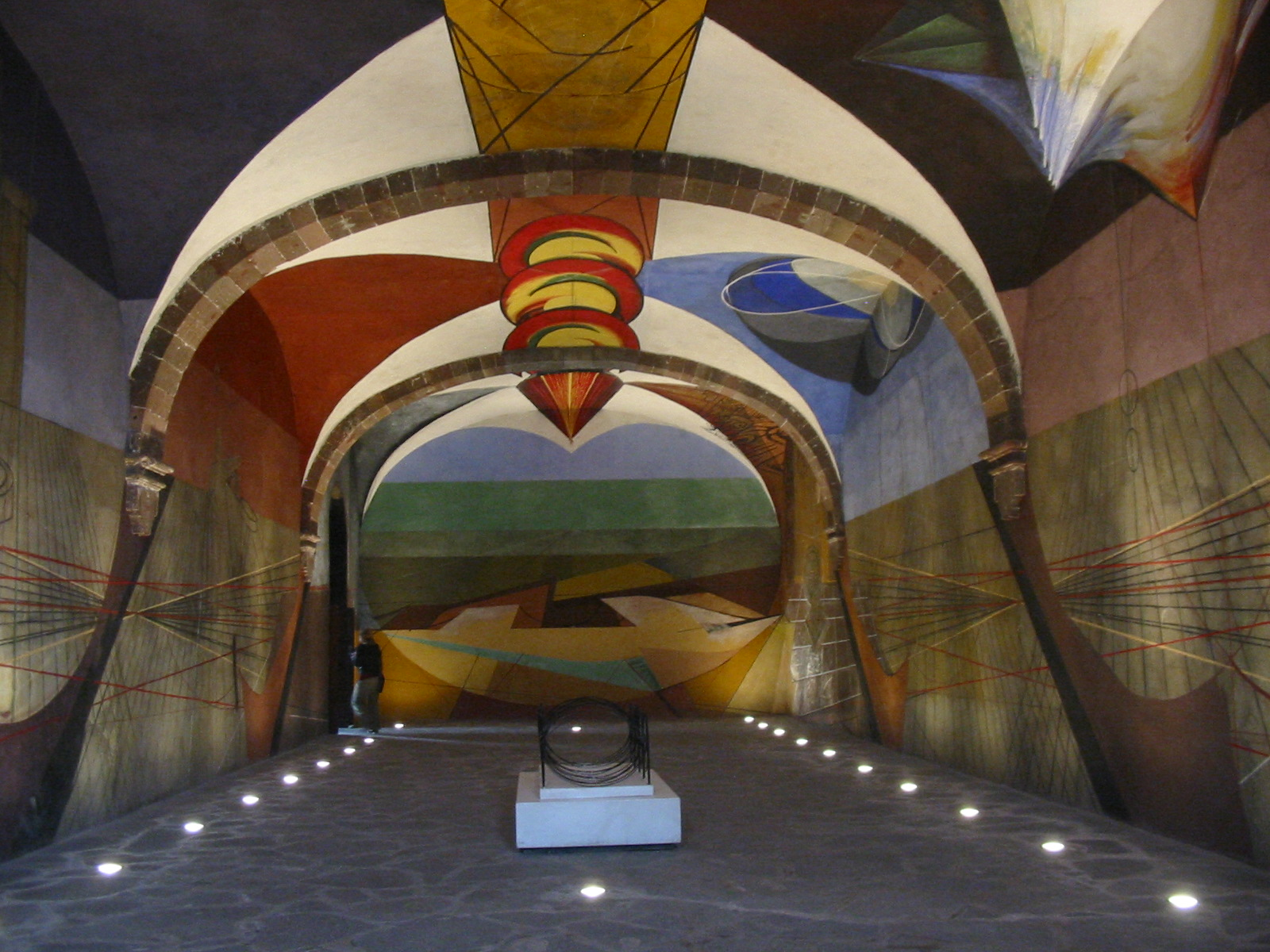
Onvoltooide muurschildering

David Alfaro Siqueiros (Camargo, 29 december 1896 – Cuernavaca, 6 januari 1974) was een Mexicaans beeldend kunstenaar.

## Loopbaan
Reeds op jonge leeftijd voelde Siqueiros zich tot de politiek aangetrokken en in 1911 raakte hij dan ook voor het eerst verwikkeld in een studentenstaking. Tijdens de Mexicaanse Revolutie sloot hij zich aan bij het Constitutionele leger.
Via Madrid kwam hij in Parijs terecht waar hij Diego Rivera ontmoette. Hij bewonderde op dat ogenblik het werk van Paul Cézanne.
In 1922 keerde hij terug naar Mexico en stichtte er de Liga van Schilders, Beeldhouwers en Ambachtslui.
Ingevolge een meningsverschil tussen José Vasconcelos en president Obregón werd hij met anderen ontheven van zijn positie als muralist (1923). Omwille van zijn deelname aan een 1 mei manifestatie werd hij uit de communistische partij gestoten en veroordeeld tot twee jaar cel. Tijdens die gevangenschap begon hij weer te schilderen en in 1932 trok hij naar Los Angeles, waar hij lesgaf aan de Chouvinard School of Arts.
Zijn schildering "Het tropische Amerika onderdrukt en vernield door de imperialisten" lokte zulke heftige reacties uit dat deportatie hem boven het hoofd hing.
Eerst vertrok hij naar Zuid-Amerika en later naar New York waar hij met andere Stalinisten Rivera's pro-Trotski houding bekritiseerde. Hijzelf beschouwde Trotski als een contra-revolutionair en een verrader.
Ondertussen experimenteerde hij met nieuwe technieken, materialen en werktuigen. Jackson Pollock werkte met hem samen in The Siqueiros Experimental Workshop: a laboratory of modern techniques in art. Het gebruik van verfpistool, fotografie, projectie, kunstharsen en sneldrogende bindmiddelen, celotex, masoniet, aluminium glasvezel en asbest vonden hun ingang.
Op 25 mei 1940 werd hij door de Sovjet-autoriteiten belast met de moord op Trotski. De aanslag mislukte en door de tussenkomst van de latere Nobelprijswinnaar Pablo Neruda kon hij naar Chili vertrekken, waar hij in het zuidelijke Chillan de muurschildering "Dood aan de indringer" realiseerde. Later realiseerde hij in Havana nog twee muurschilderingen, maar het is pas in 1944, toen hij terug in Mexico was, dat hij toestemming kreeg om weer muurschilderingen te vervaardigen in openbare gebouwen. De beweging van muralisten is dan echter al op haar retour.
Voor de Chrysler-fabriek Automex in Mexico verlegde hij definitief de grenzen van de muurschildering door toevoeging van beeldhouwwerk, glasmozaïek en tegels. Deze techniek noemde hij Escultopintera.
Zijn bijdrage aan de schilderkunst situeerde zich dus ook op het vlak van het gebruik van moderne technieken en chemie.